# Saint-Cirq-Madelon
Saint-Cirq-Madelon település Franciaországban, Lot megyében. Lakosainak száma 154 fő (2022. január 1.). Saint-Cirq-Madelon Veyrignac, Groléjac, Nabirat, Milhac és Payrignac községekkel határos.

## Népesség
A település népessége az elmúlt években az alábbi módon változott:
| Lakosok száma | 113  | 98   | 102  | 140  | 142  | 135  | 128  | 122  | 133  | 154  |
|               | 1968 | 1982 | 1990 | 2006 | 2013 | 2015 | 2017 | 2019 | 2020 | 2022 |